# 카를 라우터바흐

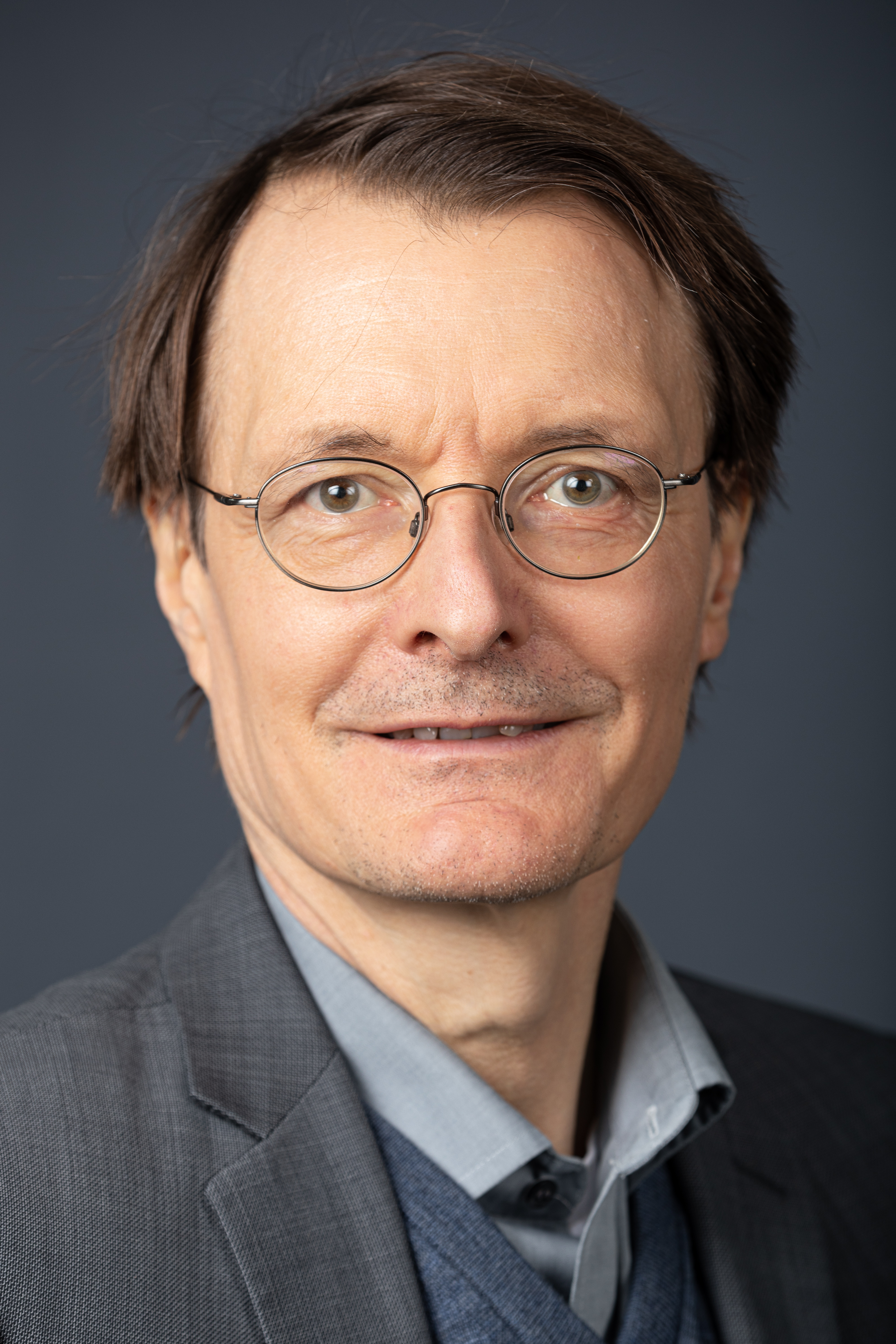
카를 라우터바흐

카를 빌헬름 라우터바흐(독일어: Karl Wilhelm Lauterbach, 1963년 2월 21일~ 뒤렌 출생)는 독일의 정치가, 의사이자 보건학자이다. 그는 사회민주당 소속으로 2005년부터 독일 연방의원을 지내고 있다. 2021년 올라프 숄츠 내각에서 연방보건부 장관으로 임명되었다.

## 생애
카를 라우터바흐는 1963년 뒤렌에서 노동자의 아들로 태어나 오버치어 (Oberzier)에서 자랐다. 1982년 뒤렌의 김나지움 암 비르텔토어 (Gymnasium am Wirteltor)를 졸업한 그는 아헨 공과대학교와 샌안토니오 텍사스대학교 (University of Texas at San Antonio, UTSA)에서 의학을 전공했다. 1991년 그는 율리히 원자력연구소 (Kernforschungsanlage Jülich)와 투손의 애리조나 대학교에서 수행한 연구를 실험적, 임상적 연구에 기반한 Parametric Gammascope의 발전에 관한 논문으로 제출해 뒤셀도르프 대학교로부터 의학박사 학위를 수여받았다. 1989-1992 사이에 그는 하버드 T.H. 챈 보건대학원에서 보건정책관리학과 역학 석사학위를 받았고, 1992-1993년까지 하버드 의학전문대학원의 장학생으로 있으면서 기독교민주연합과 가까운 콘라트 아데나워 재단의 지원을 받으며 박사과정을 끝마쳤다. 그는 의대 졸업 후 면허 신청을 하지 않았다가 2010년에 가서야 의사면허를 정식으로 취득했다.
1998년 라우터바흐는 교수 자격으로 쾰른 대학교에 새로 생긴 보건경제학/임상역학 연구소의 소장이 되었으며, 연방의원이 된 이후로 이 곳은 휴직 중이다. 1999년부터 2005년 9월 연방의원에 당선되기까지 그는 건강보장제도 발달 평가 전문위원으로 활동했으며, 2003년에는 사회보장제도 재정조달 지속성 조사위원회 (뤼룹 위원회, Rürup-Kommission)의 위원으로 위촉되기도 했다. 2008년부터 그는 하버드 보건대학원의 보건정책관리학 겸임교수직을 맡고 있으면서 주기적으로 강의를 하고 있다.
라우터바흐는 기독교민주연합의 당원이었다가 2001년에 사회민주당에 입당했다. 2005년부터 그는 레버쿠젠-쾰른 IV 선거구에서 연이어 승리하며 연방의원에 선출되었다 (2005: 48.6%, 2009: 37.1%, 2013: 41.4%, 2017: 38.5%). 그는 제 17대 연방의회에서 사회민주당 원내교섭단체의 보건의료 분과위원회 대변인 역할을 했고, 이후 힐데 마타이스 (Hilde Mattheis)가 그 뒤를 이었다.
2013년 말부터 2019년 9월까지 그는 원내부대표를 지내면서 의료, 교육, 연구, 청원 부문을 담당했다. 또한 그는 2019년까지 공동위원회의 정규 멤버였고 의료, 교육, 연구와 기술평가, 재정, 청원위원회의 대리위원으로 있었다. 2019년부터 그는 법제사법/소비자보호위원회의 정규위원이자 원내교섭단체의 소비자보호 대변인으로 활동하고 있다.
2019년 7월 그는 같은 당원인 니나 셰어 (Nina Scheer)와 함께 사회민주당 대표직에 도전할 것을 천명하고 31,271표 (14.6%)를 얻어 4위를 기록했다.
라우터바흐는 1996년에 역시 역학자이자 의사인 앙겔라 슈펠스베르크 (Angela Spelsberg)와 결혼하여 네 아이를 슬하에 두었으나 2004년부터는 별거에 들어가 2010년에 이혼했다. 그에게는 다른 배우자와의 사이에서 생긴 아이가 한 명 더 있다.
코로나19 범유행 동안 그는 전문가로서 토크 쇼에 출연하여 팬데믹과 역병 대응에 관한 의견을 제시하고 있다. 그는 빠른 완화 조치를 강력히 비판하는 쪽에 속한다.

## 정치적 중점
그의 보건의료정책 중 가장 중요한 명제들은 다음과 같다.
- 보건의료부문에 있어서 시민보험의 도입
- 의료서비스의 양극화 경향 해소
- 근거와 비용 효과에 의거한 의료 공급
- 보건 프로그램에 있어서 할당에 의한 결과 외에도 분배에 의한 결과 (예: 사회적 불평등)를 같이 고려하기

라우터바흐는 그의 중점인 보건의료정책 이외에도 교육과 사회정책 등 다른 정책 분야에서도 활동하고 있다. 그는 사회민주당에서도 좌측에 속한다고 여겨지며, 세갈래로 나뉜 복선형 학제를 반대하는 입장이다.
라우터바흐는 학자일 때부터 보건부장관이던 울라 슈미트 (Ulla Schmidt)의 자문역할 등으로 보건정책에 관여해왔다.
그는 2013년 6월 5일 페어 슈타인브뤼크 (Peer Steinbrück)의 그림자 내각에 참여했었다.

## 여타 정치적 활동
그는 2001년 7월부터 뢴클리니쿰 주식회사 (Rhön-Klinikum AG)의 감독위원회 위원으로 있다가 2013년 6월 그림자 내각에 참여하여 2013년 연방의회 선거를 준비하면서부터 이 직을 내려놓았다.
라우터바흐는 2017년 유럽 연방과 유럽 통일 프로세스의 진전을 위해 노력하는 초당적인 시민단체인 유럽연합 독일 (Europa-Union Deutschland)에 가입했다.

## 그 외 이모저모

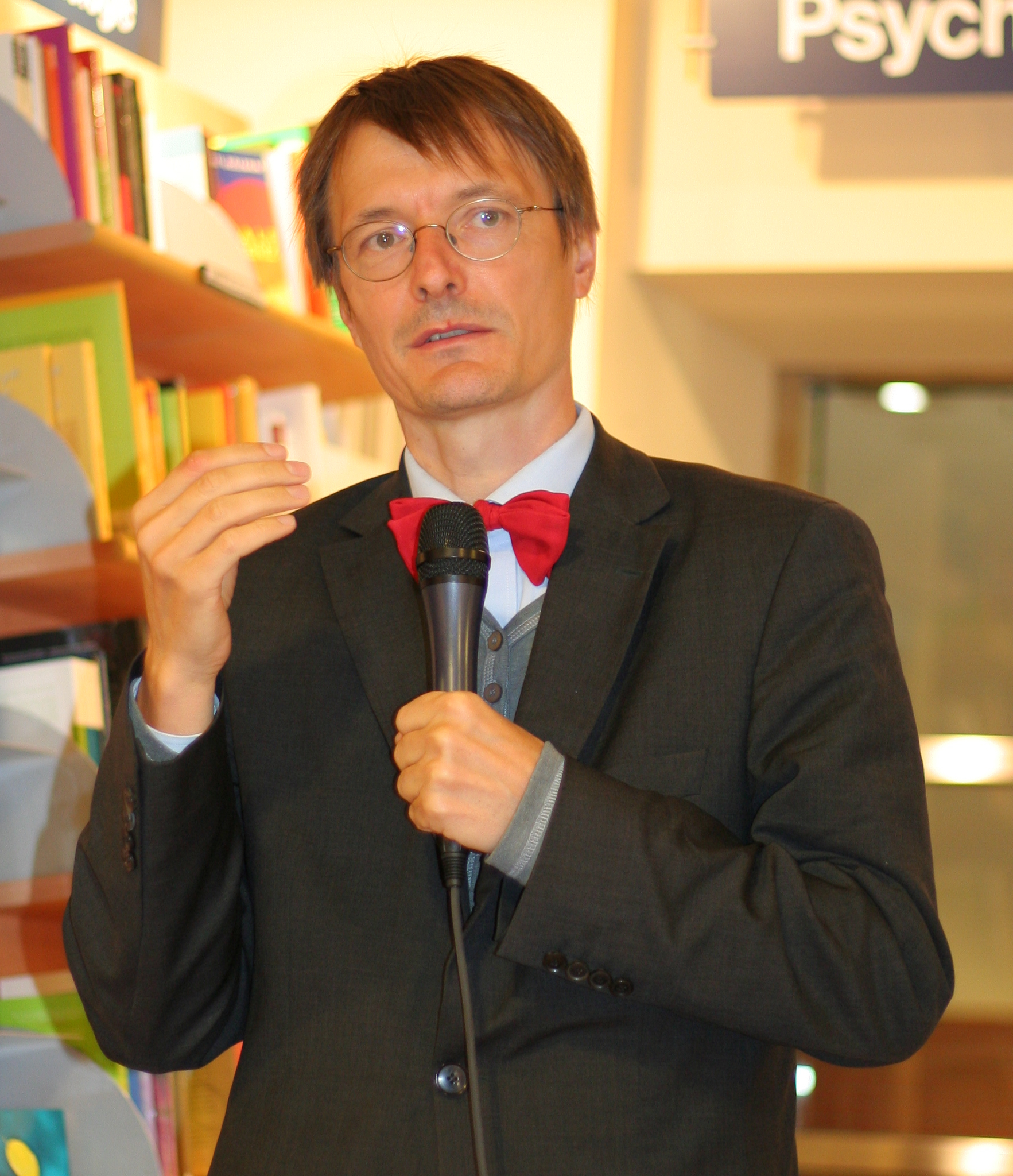
카를 라우터바흐가 2009년 그의 책을 선보이고 있다

라우터바흐는 넥타이 대신 나비 넥타이를 정기적으로 착용하는 것으로 유명하다.
그는 레버쿠젠에 위치한 프라이헤르 폼 슈타인 김나지움 (Freiherr-vom-Stein-Gymnasium)의 대부로서 "인종 차별 없는 학교 - 용기 있는 학교" 이니셔티브를 지원한다.
그는 코로나19 범유행 대응책으로 엄격한 접촉 제한에 찬성하는 쪽이다.
의료와 보건정책 관련 저서를 다수 집필했다.